# 圧縮効果
圧縮効果（あっしゅくこうか）とは、離れている被写体群において遠近感が少なくなる、という効果である。撮影者（観察者）が被写体群から距離（撮影距離）を取ることで効果が強くなる。遠方では観察者から見て、側面が平行に近くなるために起きる。

## 解説

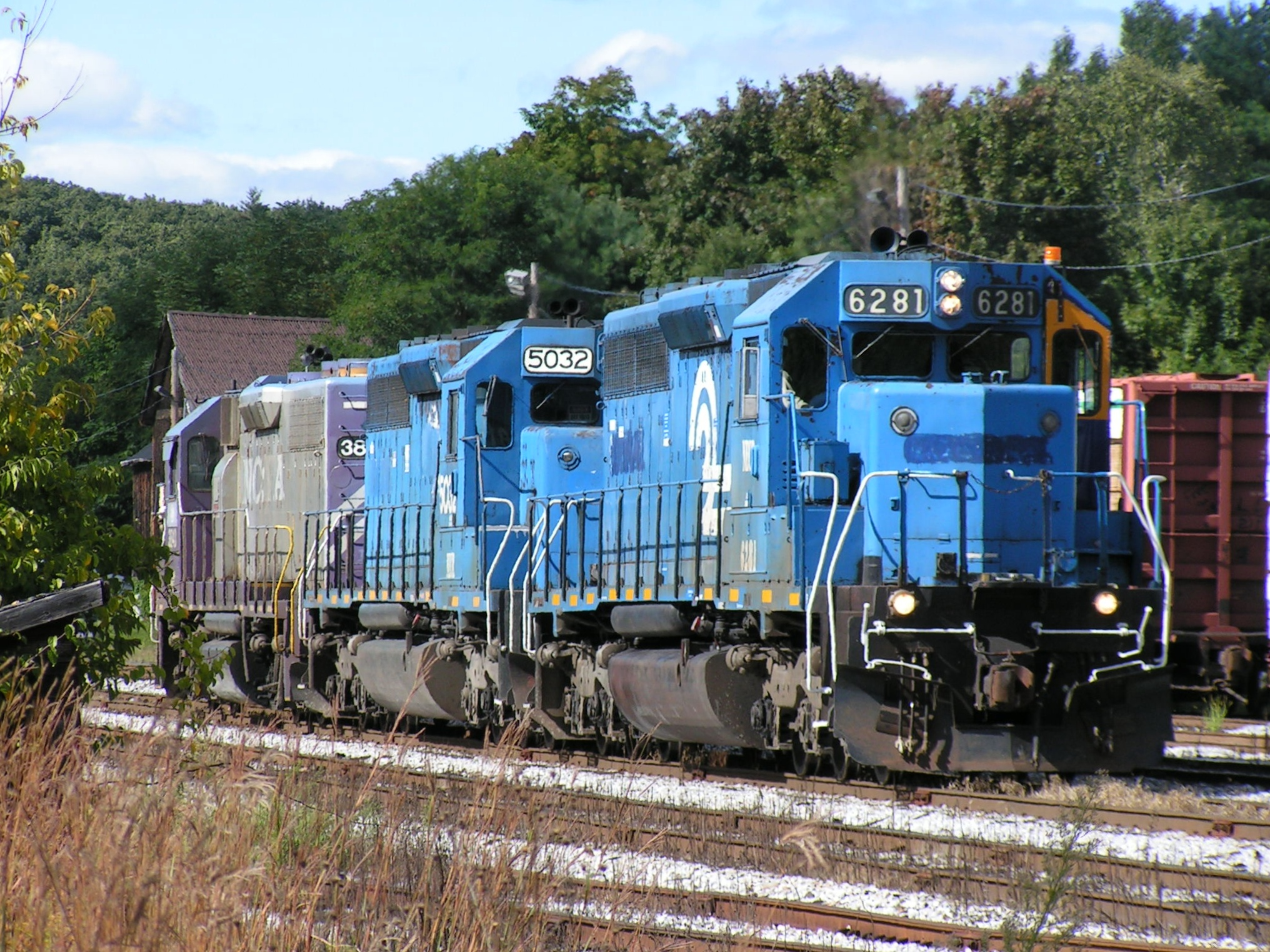
写真の機関車は1両の全長が約18mあるが、3両連なっていてもそれほどの奥行きを感じない。

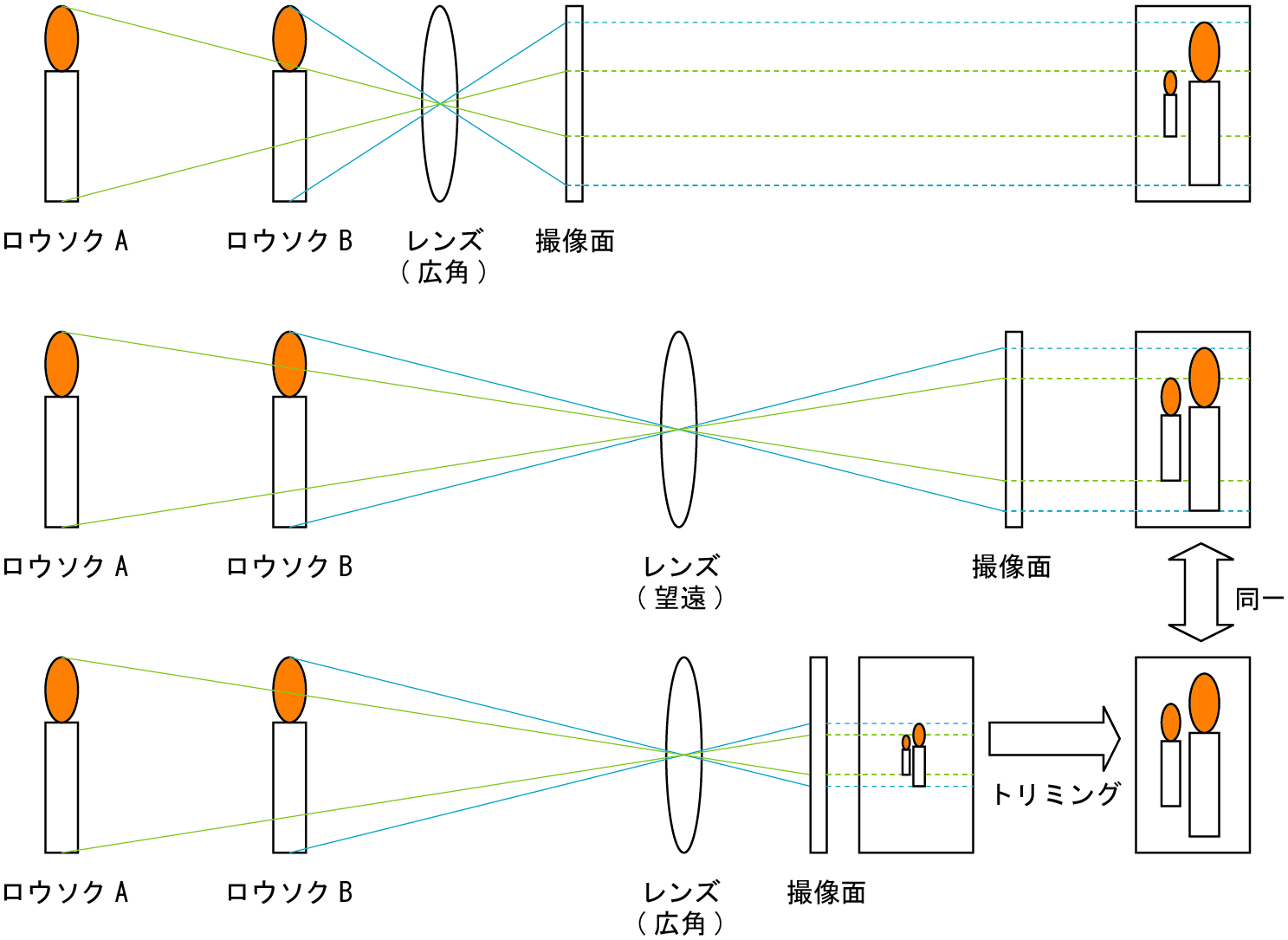
2本のロウソクを近距離と遠距離で撮影した場合の写り方の違い(ロウソクAとBの大きさの比率が異なる。実際には実像は倒立となる)。

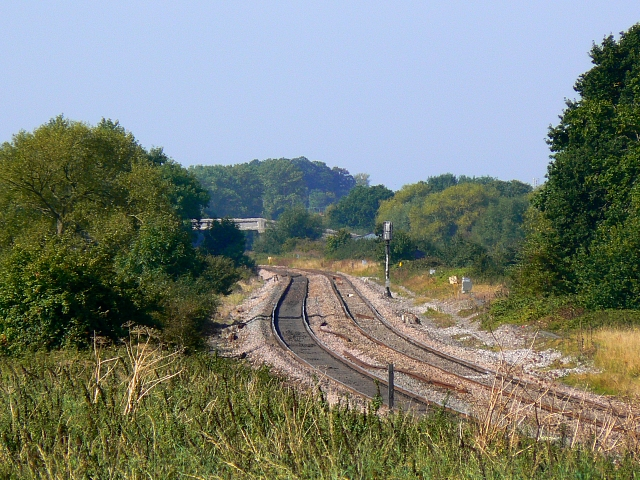
撮影位置から画面奥の線路の左カーブまで約600mもある。また、レールの幅が距離の割にそれほど変化していないように見える。

圧縮効果は、被写体群から離れている時に強くなる効果であり、望遠レンズを使うことによって圧縮効果の強く表れている部分を拡大することができる。
このため、「望遠レンズ（焦点距離の長さ）による効果」や「画角による効果」と間違われることが多い。
しかし、レンズの焦点距離による効果ではないため、標準レンズや広角レンズであっても被写体群から離れれば同様の効果を得られる。望遠レンズと広角レンズで同じ位置から同じ被写体を撮影し、望遠レンズで撮影した画像と同等の画角になるように広角レンズで撮影した画像の周辺部を切り取ると焦点距離には依存しないことがわかる。
また、同様に撮像素子（イメージセンサー）のサイズが異なる場合、同じ焦点距離のレンズであっても、より小さな撮像素子を搭載したカメラの方が画角が狭まるが、この場合も背景と被写体の大きさの比率という意味では同じであるため画角にも依存していないことがわかる。

## 圧縮効果の利用
| 境港市と松江市にまたがる江島大橋。圧縮効果により、橋の勾配が横からの見た目よりも急なように見えている。 |  | 境港市と松江市にまたがる江島大橋。圧縮効果により、橋の勾配が横からの見た目よりも急なように見えている。 |
| 境港市と松江市にまたがる江島大橋。圧縮効果により、橋の勾配が横からの見た目よりも急なように見えている。 |  | |

身近で圧縮効果を見られるのは、プロ野球中継である。ピッチャーマウンドからホームベースまでは60フィート6インチ（約18.44メートル）あるが、テレビ画面で投手と打者の距離が縮まっているように見えるのは、球場の一番奥にあるセンターバックスクリーンから撮影しているためである。
また、鉄道撮影において、10両以上の編成車両を標準レンズで撮影すると最後尾の車両は、すぼめた形になってしまうが、離れた位置から撮影することで先頭と最後尾の車両の距離を感じさせず（すぼめた形にならずに）撮影することができる。これは鉄道車両を撮影する上でのテクニックの一つである。
屋外の人混みや賑わいを演出する手法において、望遠レンズで大勢の人物像を取り込む一方、圧縮効果で人同士の距離感を少なく見せ、より混雑している印象を与えるテクニックがある。
距離感を短く感じさせることで、道路の坂はより急傾斜の印象を与えることができる。鳥取県、島根県境に架かる江島大橋は、2013年に放映されたタントカスタムのCM撮影陣に見いだされ、CGで作成したかのような急傾斜感の画像が全国的に知られるようになった。